# Alicia Moreau de Justo
Alicia Moreau de Justo (Londres, 11 de outubro de 1885 – Buenos Aires, 12 de maio de 1986) foi uma médica e política argentina, uma figura destacada do feminismo e do socialismo.
Desde os primeiros anos do século XX, envolveu-se nas reivindicações por mais direitos para as mulheres. Em 1902, junto a um grupo de colegas, fundou o Centro Socialista Feminista e o Grêmio de União Feminina. Dedicou-se a organizar conferências na Sociedade Luz, fundou o Ateneo Popular junto com seu pai e foi secretária de redacção na periódico Humanidad Nueva e diretora de Nuestra causa. Em 1914, formou-se médica e, uns anos depois, aderiu ao Partido Socialista, pouco antes de casar-se com o político Juan B. Justo, com quem teve três filhos.
Em 1918, fundou a União Feminista Nacional e depois do falecimento de seu esposo, em 1928, continuou na atividade política e na defesa da mulher, sobretudo em questões relacionadas com o direito feminino ao sufrágio, os
direitos trabalhistas dos assalariados, a saúde e a educação pública. Em 1932, elaborou um projeto de lei que estabelecia o sufrágio feminino, o qual só se realizou em 1947. Apoiou a Segunda República Espanhola na Guerra Civil e foi crítica do peronismo, que julgava antidemocrático. Em 1958, participou da divisão do Partido Socialista e a fundação do Partido Socialista Argentino, ocupando a direção do jornal La Vanguardia até 1960. Permaneceu ligada à vida política até sua morte em 1986, aos 100 anos, participando ativamente em temas vinculados à luta contra a ditadura militar através da organização Assembleia Permanente pelos Direitos Humanos (APDH), os direitos das mulheres e questões vinculadas a seu partido.

## Biografia

### Infância e adolescência

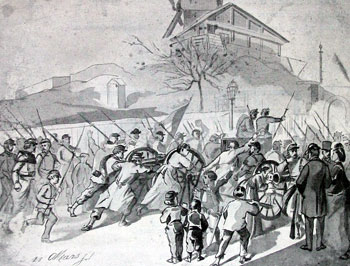
Início da Comuna de Paris, em 18 de março de 1871.

Alicia Moreau nasceu em Londres em 11 de outubro de 1885 como a menor de três irmãos. Seu pai, Armand Moreau, a quem definiu como um "livre pensador", foi um revolucionário francês que participou na Comuna de Paris em 1871. Depois de sua participação e devido à repressão subsequente, residiu na Bélgica e na Grã-Bretanha.
Em 1890, Alicia e María Denanpont, sua mãe, emigraram à Argentina para residir em Sansinena, que prometia ser a capital nacional do país, situação que não se concretizou. Moreau depois diria: "Quando cheguei ao país, não caminhava; como digo sempre, tive muito prazer em aprender a caminhar sobre esta terra da qual nunca me separei". Uma vez assentada a família em Buenos Aires, o pai de Alicia, um ideólogo anarquista e socialista, estabeleceu uma livraria em 1896 e integrou-se aos grupos socialistas que começaram a surgir por essa época com o objetivo de organizar o movimento operário argentino.
Realizou seus estudos secundários na Escola Normal Nº 1, em frente ao edifício de Obras Sanitárias, onde conheceu ao radical Hipólito Yrigoyen, que ali ensinava a disciplina Moral e Instrução Cívica. Moreau depois recordaria que mantiveram uma estreita relação e ele costumava lhe emprestar livros sobre questões de direito. Em 1900, Moreau questionou severamente a participação de Yrigoyen nos levantamentos militares impulsionados pela União Cívica Radical. Yrigoyen, por sua vez, converter-se-ia no primeiro presidente de Argentina eleito mediante o voto secreto, universal e obrigatório em 1916.

### Juventude, feminismo e socialismo
Em 1902, estabeleceu contato com as irmãs Chertkoff, fundadoras do Centro Socialista Feminino, que realizava a divulgação dos trabalhos filosóficos e sociológicos da época. Moreau acompanhou-as na Associação Pró-Educação Laica que se organizou em Morón em 1903 e na tarefa de abrir bibliotecas populares e jardins de infância.
Em 1906, aos 21 anos, fundou o Movimento Feminista na Argentina. Durante a celebração do Congresso Internacional do Livre Pensamento, que se realizou em Buenos Aires e onde fez um discurso intitulado Educação e Revolução, a republicana espanhola Belém de Sárraga lhe sugeriu que as argentinas deveriam organizar um movimento em favor dos direitos políticos da mulher. Aí, conheceu aos líderes do Partido Socialista, José Ingenieros, Enrique del Valle Iberlucea e Ángel Giménez. Moreau propôs a ideia de Sárraga numa das reuniões do congresso e, junto com outras mulheres como Sara Justo, fundaram o Centro Feminista de Argentina e o Comité Pró-Sufrágio Feminino.
A partir do congresso, o Partido Socialista começou a convocá-la para dar conferências aos simpatizantes nos diversos centros socialistas na Sociedade Luz localizada no bairro de Barracas. A associação estabelecia em seus estatutos a necessidade de "difundir ao povo as noções e os métodos da ciência e educar na expressão falada, escrita e artística, bem como aperfeiçoar a educação técnica". Em 1906 realizou-se em Buenos Aires o Congresso Internacional de Livre
Pensamento, organizado pela Maçonaria Progressista; Moreau apresentou um trabalho sobre
educação que se publicou no primeiro número da Revista Socialista
Internacional. Como professora normal, sustentou no congresso que o ensino
devia se dar com métodos baseados nos conhecimentos da
ciência experimental.
Depois, ministrou palestras nos centros operários, onde debateu sobre temas como a tuberculose, o alcoolismo,  a sífilis, a higiene social e a prevenção sanitária. Em 1907, após estudar psicologia durante um ano, ingressou na Faculdade de Medicina da Universidade de Buenos Aires, numa época em que a sociedade rechaçava a ideia que mulheres estudassem uma carreira universitária. Alicia Moreau pertenceu a um grupo de seis mulheres que se inscreveram pela primeira vez para estudar medicina na Argentina. Instalou um consultorio ginecológico na rua Esmeralda da Cidade de Buenos Aires, onde atendia de forma gratuita às mulheres de baixos recursos e prostitutas.
Ademais, participou na denominada "greve dos inquilinos", contra os elevados alugueres que impunham os "conventillos" (moradias urbanas para pessoas pobres) e apoiou a "marcha das escovas", uma manifestação de donas-de-casa que tinha como objetivo defender seus direitos pelos bairros pobres da cidade.
«Siempre creí que este país merecía ser distinto. Que un día íbamos a unirnos todos y el destino cambiaría. Recuerdo los barrios obreros de esta ciudad cuando llegábamos con las banderas rojas, y la gente se iba reuniendo y se iban logrando cosas. Cuando el Partido Socialista era una parte linda de la vida. Cuando las mujeres nos juntamos por primera vez y empezamos a pelear por nosotras...»— Alicia Moreau de Justo.
Entre 1906 e 1914, além de organizar o primeiro congresso feminino internacional e iniciar uma campanha para criar escolas para imigrantes, escreveu vários artigos sobre educação e política na Revista Socialista Internacional dirigida por Enrique del Valle Iberlucea. Alguns desses artigos se chamaram A escola nova, A Comuna e a educação, Liga Internacional para a educação racional da infância, Internacionalismo escolar e As universidades populares da Noruega. Aí, expôs sua tese sobre a "escola nova", em que questionava profundamente a educação pública argentina ao sustentar que os pais, a Igreja e o Estado atuam como instrumentos de endoutrinamento e não devem impor suas convicções a crianças.

### O Ateneu Popular e revistaHumanidad Nueva
Em 1910, junto com Berta W. de Gerchunoff e seu pai Armand Moreau, fundou o Ateneu Popular com o fim de promover a extensão da educação secundária e universitária, convertendo-se num dos centros de educação popular mais ativos da cidade. Também dirigia a Revista Socialista Internacional com o nome de Humanidad Nueva, na qual escreveu em favor dos direitos da mulher; entre seus numerosos artigos, acham-se Feminismo e intelectualismo, Congresso Feminino Internacional, Como se forma o lar e O feminismo na evolução social. Nesse mesmo ano organizou o Primeiro Congresso Feminino Internacional e em sua publicação protestou para que o pensamento feminino tivesse igual representação que o dos himens, foi bem como difundiu a filosofia de Rosa Luxemburgo, Clara Zetkin, Carolina Muzzili e María Montessori.
Em 1914, obteve seu diploma universitário com honra com uma tese titulada "A função endocrinológica do ovario", convertendo-se numa das primeiras médicas latinoamericanas especializadas em doenças femininas. Paralelamente, publicou o livro Evolução e educação e começou a dar classes como professora de fisiologia na Universidad Nacional de La Prata.
Em 1919, Humanidad Nueva parou de ser publicada depois de dez anos de atividade; mas foi fundada Nuestra causa, uma revista mensal fundada por Moreau dedicada a exaltar a ação da mulher em todos os campos, desde a cultura e a arte até os problemas sociais e políticos. Moreau foi designada pelas organizações feministas argentinas como delegada das mulheres argentinas no Congresso Internacional de Operárias, realizado em Washington, EUA. Durante a viagem participou também como delegada argentina no Congresso Internacional de Médicas, onde se destacou particularmente por sua crítica à prostituição e sua defesa da moral única para ambos os sexos. Como resultado desse último congresso, se fundou a Associação Internacional de Mulheres Médicas, da qual foi eleita para integrar o comitê executivo.

#### A Primeira Guerra Mundial
Em 1914, ao iniciar-se a Primeira Guerra Mundial, iniciou um amplo movimento pacifista depois de o governo apresentar um projeto de lei no qual estabelecia a educação militar nas escolas, colégios e institutos de ensino. Em meados do mês de agosto de 1915, a regulamentação foi submetida à
consideração do congresso. Ante essa situação, o Ateneu Popular e a Sociedade
Luz decidiram impulsionar uma campanha contra a militarização escolar
e Moreau foi designada delegada nos encontros que se promoveram no
âmbito dessa mobilização pacifista. Durante vários dias, multiplicaram-se as conferências públicas que culminaram em grandes marchas e conseguiu se apresentar uma petição ao
Congresso da Nação no qual se manifestava a absoluta oposição ao projeto. Moreau sustentava que era possível uma manifestação pacifista e por isso argumentava: "Estou absolutamente convencida de que é possível fazer transformações revolucionárias pacificamente. Penso que as grandes revoluções são as que se fazem a nível intelectual. Ter descoberto que a terra não é centro do mundo tem significado uma verdadeira revolução".
"A Grande Guerra" teve grande impacto sobre os socialistas, quem viram grande parte de seus militantes e voluntários, especialmente aqueles que eram imigrantes ou filhos destes, serem recrutados. Moreau assistiu a diversas reuniões levadas a cabo no Ateneu Popular contra os conflitos bélicos e com o fim de fomentar a paz. No entanto, em 1917, ao iniciar-se a Revolução Russa, disse que esta "não poderia ter sido realizada sem uma guerra".

### A União Feminista Argentina e a entrada no Partido Socialista
Em 1920, Moreau foi uma das fundadoras da União Feminista Nacional (UFN), criada para unificar as diferentes organizações feministas argentinas, como o Centro Socialista Feminino, o Agrupamento Socialista Feminino e o Conselho Nacional de Mulheres. A ação política da UFN resultou decisiva para apoiar a sanção de muitas leis importantes de reconhecimento dos direitos da mulher, de protecção do trabalho feminino e de defesa da mãe solteira. Essa entidade publicou mensalmente a revista Nuestra Causa que difundia suas ideias e começou a organizar mobilizações de mulheres durante os atos eleitorais assim como petições em massa dirigidas a parlamentares. Essa organização era dirigida, entre outras mulheres, por Moreau, que foi eleita presidenta, Julia García Games, Ángela Costa, Elsa Bachofen, Berta de Gerchunoff, Adela García Salaberry, Consuelo G. de García, Clotilde Rossi y Josefina L. de Mantecón. A poetisa Alfonsina Storni, em cujas obras havia uma prosa feminista, costumava participar dos atos da entidade. Depois, a UFN estabeleceu uma aliança com o Comité Pró-Direitos da Mulher presidido por Elvira Rawson de Dellepiane, para reivindicar o reconhecimento do direito a votar das mulheres e apoiar ao Partido Feminista Nacional que impulsionava a candidatura a deputada nacional de Julieta Lanteri. A imprensa conservadora começou a utilizar o termo "damas vermelhas" para referir-se às mulheres que reivindicavam o direito a voto. Entre 1920 e 1921, Moreau conseguiu juntar 7.000 assinaturas em defesa do projeto de lei sobre a emancipação civil da mulher, passou dois meses em Estados Unidos como delegada argentina no Congresso Internacional de Operárias e Médicas e realizou uma simulação de voto feminino com registro para apoiar o estabelecimento do mesmo.

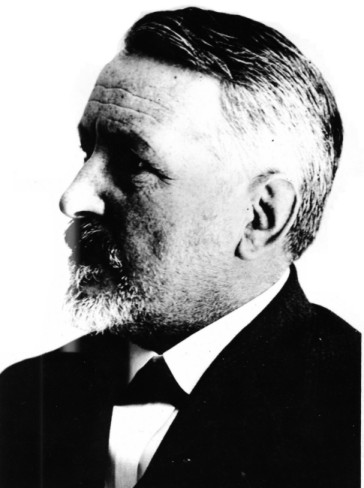
Juan B. Justo, seu esposo

Em 1921, decidiu entrar no Partido Socialista apesar de se definir como revolucionária e não reformista. No ano seguinte, casou-se com o fundador do partido e criador da cooperativa "O Lar Operário", Juan B. Justo, com quem teve três filhos: Alicia Marta, Juan Roberto e Luis Justo. Justo, um dos maiores expoentes do socialismo argentino, morreu inesperadamente em 8 de janeiro de 1928 por causa de uma parada cardiorrespiratória.
Moreau conseguiu nessas décadas integrar o Comitê Executivo do Partido Socialista, fundar o Comitê Feminino de Higiene Social para combater o tráfico de pessoas e legalizar a prostituição e converter-se na primeira mulher argentina a ocupar um cargo político. A partir de sua posição na direção do PS organizou com êxito agrupamentos femininos em cada centro socialista, com o fim de ordenar a ação política das mulheres. Alguns agrupamentos criaram centros para crianças e para fomentar a atividade política feminina.
Em 1925, as feministas obtiveram seu primeiro triunfo parlamentar ao conseguir a sanção da lei 11.317 que regulamentava o trabalho feminino e infantil e estabelecia que as mulheres não podiam trabalhar mais de oito horas diárias e 48 horas semanais. Também se decretava a proibição do trabalho noturno, de tarefas insalubres, o trabalho de crianças menores de 12 anos e a demissão de mulheres grávidas, além de incorporar licença para amamentar e a obrigação das empresas de ter creches. Em 1926, sancionou-se a Lei de Direitos Civis da Mulher, que instaurava que os direitos entre homens e mulheres deviam ser equiparados. Junto a seu marido, fundou em 1927 a Casa do Povo, uma das bibliotecas com a maior quantidade de volumes no país dedicada ao ensino operário.

### Militante pelos direitos humanos
Em 1975, aos 90 anos, foi uma das fundadoras da Assembleia Permanente pelos Direitos Humanos (APDH), convocada por Rosa Pantaleón, junto com o bispo de Neuquén Jaime de Nevares, o rabino Marshall Meyer, o bispo Carlos Gatinoni, Raúl Alfonsín, Oscar Alende, Susana Pérez Gallart, Adolfo Pérez Esquivel e Alfredo Bravo. A APDH desempenhou um importante papel de resistência ao terrorismo de Estado durante a ditadura militar que governou entre 1976 e 1983. Nesses anos acompanhava as Mães de Praça de Maio, a quem considerava exemplo de mulheres "valentes", em suas famosas marchas em frente à Casa de Governo e apresentava petições de liberdade à junta militar e aos juízes. Em gesto de agradecimento, no dia de seu 99º aniversário, obsequiaram-lhe um lenço branco, símbolo das Mães e Avós de Praça de Maio.
Em 1979, quando a atuação política estava proibida e muitos políticos tiveram de exilar-se, participou junto a outros dirigentes da Confederação Socialista Argentina e do Partido Socialista Popular num ato no tradicional salão da mutual socialista Unione e Benevolenza da cidade. Em 1980, foi uma das encarregadas de receber a Comissão Interamericana de Direitos Humanos da OEA, uma das ações internacionais que mais tiveram impacto negativo no Processo de Reordenação Nacional. No mesmo ano, como integrante da Comissão Permanente em Defesa da Educação (COPEDE), Moreau, em companhia de Adolfo Pérez Esquivel, Ernesto Sabato e Elías Castelnuovo, publicou Por uma universidade gratuita.

### Centenário

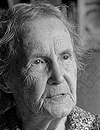
Moreau de Justo em 1972

Em 1981, impulsionou a reunificação do Partido Socialista com a criação da Unidade Socialista em aliança com o Partido Socialista Popular e o Partido Socialista do Chaco, do qual resultou eleita presidenta. Em 1982, foi uma das poucas dirigentes políticas que se opôs à Guerra das Malvinas, coerente com seus princípios antimilitaristas.
Por seu labor social, em 1984 foi eleita "A Mulher do Ano" pela Câmara de Deputados da Nação Argentina, enquanto a Universidade de Buenos Aires lhe concedeu a distinção de "Médica do Século". Em 1985, foi declarada presidenta honorífica das Primeiras Jornadas de Mulheres Socialistas e designada Cidadã ilustre da Cidade de Buenos Aires pela assembleia da cidade.
«Bueno, todo el mundo desea ser más capaz de lo que es, encontrar circunstancias que le permitan desarrollar esa capacidad, pero las circunstancias dependen de los de afuera, no de uno; y entonces se puede o no se puede, y yo he hecho lo que he podido.»— Alicia Moreau de Justo, 1985.
Em 1985, celebrou seu centenário e foi organizada uma homenagem em Unione e Benevolenza, da qual participou um grande contingente de políticos e onde fez seu último pronunciamento público, especialmente dirigido aos jovens e às mulheres. 
Em dezembro de 1985, depois da piora de sua saúde, seus filhos mudaram-na para o Asile des Vieillards da Sociedade Filantrópica Francesa do Rio de la Prata, onde sofreu o assédio da imprensa pública. Em maio de 1986, sofreu uma hemiplegia e foi internada no Sanatório Antártida. Seu estado de saúde agravou-se e faleceu aos 100 anos, enquanto dormia, em 12 de maio de 1986 às 14:50 (UTC-3). Foi velada no Salão dos Passos Perdidos do Congresso da Nação, ao qual assistiu o então presidente Raúl Alfonsín, e cremada no cemitério da Chacarita.

## Legado

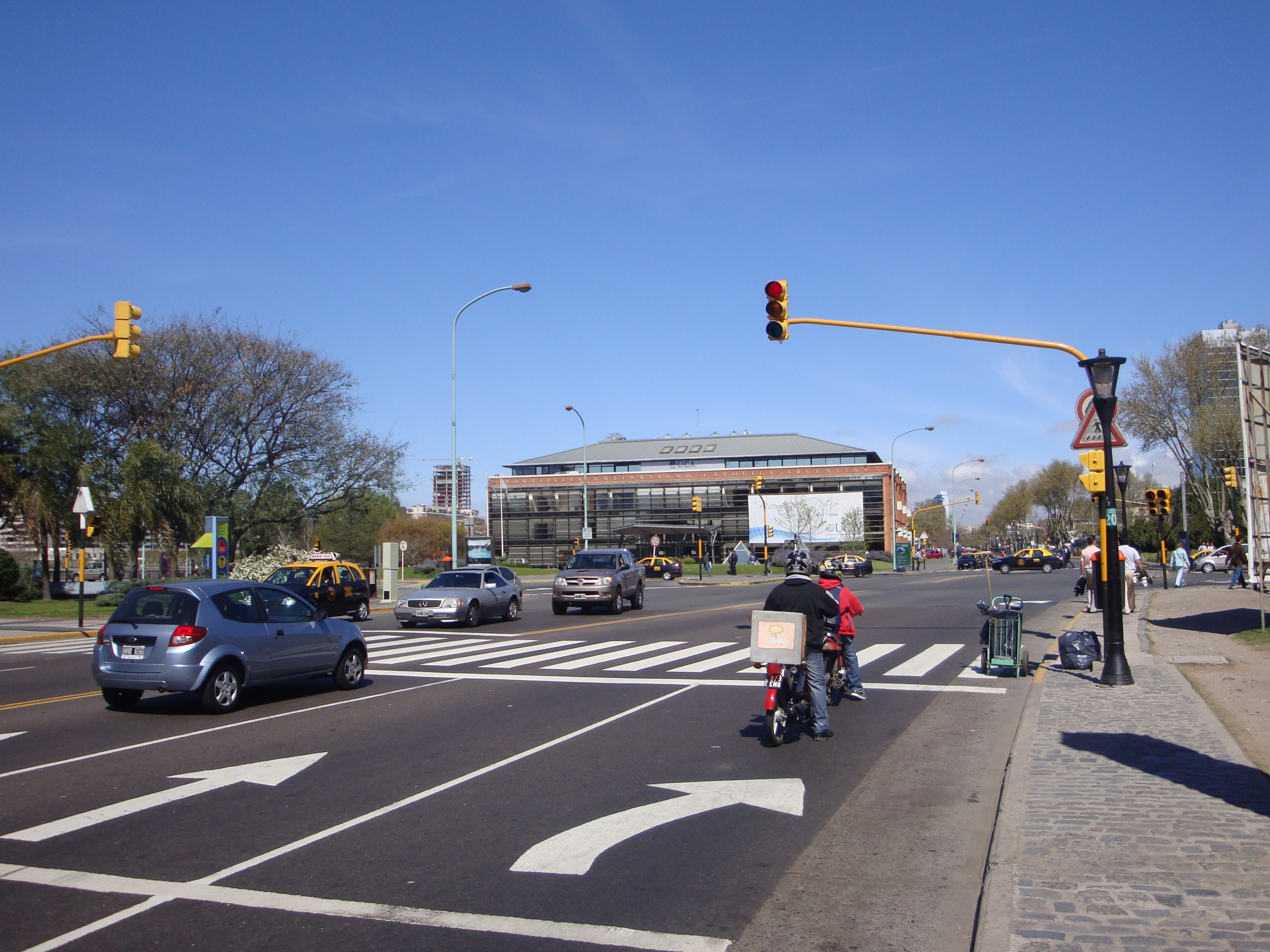
Avenida Alicia Moreau de Justo, em Buenos Aires.

A cidade de Buenos Aires homenageou-a dando seu nome a uma das avenidas mais importantes de Porto Madero e outorgando-lhe o título de Cidadã ilustre da Cidade de Buenos Aires em 1985. A partir de 1987, a Fundação Alicia Moreau de Justo estabeleceu o prêmio Alicia Moreau de Justo para a Mulher do Ano, que se transformou num dos mais prestigiosos do país. Em 1988, a Fundação Konex honrou sua memória com o prêmio Konex de Honra por sua grande contribuição à sociedade argentina; o mesmo foi recebido por seus filhos. Na atualidade, múltiplas organizações, entidades, escolas e hospitais levam seu nome.
Um retrato de Moreau foi posto no Salão Mulheres Argentinas na Casa Rosada junto a outras figuras femininas da história argentina, como Juana Azurduy, Eva Perón, Lola Mora, Cecilia Grierson e Mariquita Sánchez de Thompson. O salão foi inaugurado pela presidenta Cristina Fernández de Kirchner em 2009 como parte das reformas realizadas na Casa de Governo.
No 127º aniversário de seu nascimento, em 2012, Google recordou-a com um doodle em sua honra. Na atualidade, a Fundação Alicia Moreau de Justo dedica-se a preservar sua obra e promover seu legado.
Moreau é considerada como uma "lutadora incansável" pelos direitos das mulheres e uma das primeiras em lutar por esses direitos, com Julieta Lanteri, Elvira Rawson, Cecilia Grierson e Victoria Ocampo. Numa reportagem de maio de 1974, um entrevistador perguntou-lhe "O que gostaria que se escrevesse algum dia em seu epitáfio?", ao que Moreau respondeu: "Aqui jaz uma grande lutadora contra moinhos de vento".

## Publicações
- Evolução e educação, 1915.
- A emancipação civil da mulher, em Humanidade Nova, 1919.
- O socialismo e a mulher, em La Vanguardia, 1933.
- O Socialismo segundo a definição de Juan B. Justo, 1946.
- A mulher e a democracia, 1947.
- Que é o Socialismo?, 1983.